# Cixius stigmaticus
Cixius stigmaticus är en insektsart som först beskrevs av Ernst Friedrich Germar 1818.  Cixius stigmaticus ingår i släktet Cixius, och familjen kilstritar. Arten är reproducerande i Sverige.